# Coffea kianjavatensis
Coffea kianjavatensis är en måreväxtart som beskrevs av J.-f.Leroy. Coffea kianjavatensis ingår i släktet Coffea och familjen måreväxter. Inga underarter finns listade i Catalogue of Life.